# スーパー・タッチダウン
『スーパー・タッチダウン』（原題: Necessary Roughness）は、1991年に公開されたアメリカ合衆国の映画。
撮影は、テキサス州のアズレ、ダラス、フォートワース、デントンで行われた。中でもデントンにある北テキサス大学で多くの撮影が行われた。テキサス州立大学の緑と白のユニフォームカラーは、北テキサス大学と同じ色となっている。
映画の興行収入は、2000万ドルを越えた。ジェリー・ライス、ロジャー・クレイグ、アール・キャンベル、ディック・バトカス、ベン・デビッドソン、トニー・ドーセット、トゥー・トール・ジョーンズ、ハーシェル・ウォーカー、ジム・ケリー、ランディ・ホワイトなどのNFL選手がカメオ出演している。

## あらすじ
カレッジフットボールの強豪校だったテキサス州立大学は全米チャンピオンとなった後、NCAAの制裁を受けて、それまでいたコーチの全員、1人を除く全選手が追放される。さらに奨学金によって有能な選手を集めることができなくなり、ゼロからのチーム再建を余儀なくされる。17人の選手しか集められず、クォーターバック、プレースキッカー、ディフェンシブラインマンは人材不足であった。そこでアシスタントコーチのウォーリーは、ハイスクール時代、テキサス州のスターQBだったが、父親の死により、大学へ進学しなかった34歳のポール・ブレイクをリクルーティングする。ブレイクの説得で、ディフェンシブラインに天文学の教授だったアンドレ・クリムが加わるが、チームは負け続ける。ウォーリーは、大学の女子サッカーチームからプレースキッカーのルーシーをリクルーティングし、暴風雨の中行われた、カンザス大学との試合で3-3と彼女のFGで引き分ける。ヘッドコーチのエドが入院した状況で、シーズン最終戦、全米ランク1位のテキサス大学に立ち向かう。前半リードされて折り返した後半、残り数秒残した1点差の場面で、エドが姿を現し、同点を狙うトライフォーポイントによる1点ではなく、2ポイントコンバージョンを指示、フェイクを入れたこのプレイで、ブレイクがボールを持ってエンドゾーンに飛び込み決勝点をあげる。

## キャスト
※括弧内は日本語吹替
- ポール・ブレイク - スコット・バクラ（谷口節）
- エド・ジェネロ - ヘクター・エリゾンド（納谷六朗）
- ウォーリー・リグ - ロバート・ロッジア（小林修）
- スザンヌ・カーター - ハーレイ・ジェーン・コザック（土井美加）
- フィリップ・イライアス学部長 - ラリー・ミラー（池田勝）
- カーヴァー・パーセル - フレッド・トンプソン（筈見純）
- チャック・ニーダーマン - ロブ・シュナイダー（大塚芳忠）
- アンドレ・クリム - シンバッド（沢木郁也）
- ジャーヴィス・エジソン - ジェイソン・ベイトマン（堀内賢雄）
- ルーシー - キャシー・アイアランド
- ワイアット - アンドリュー・ブリニアースキー（江原正士）
- 軍曹 - マーカス・ジアマッティ（水野龍司）
- マヌマナ - ピーター・ネイヴィ・トゥイアソソポ（田中亮一）
- フラット・トップ - トム・ホワイトナイト（塩屋浩三）